# Operațiunea Trandafirul
Operațiunea Trandafirul, devenită apoi Acțiunea Vama, s-a desfășurat în zilele de 18 și 20 decembrie 1989, în cadrul acțiunilor de reprimare a revoluției din decembrie 1989. 
43 de cadavre ale celor împușcați mortal la demonstrațiile din Timișoara în zilele de 16 și 18 decembrie, dar și ale unor răniți executați în Spitalul Județean Timiș (SJT), au fost ridicate de la morga acestui spital și transportate la București, unde au fost incinerate în Crematoriul Cenușa.
Scopul era ștergerea urmelor masacrului de la Timișoara. Dispariția cadavrelor urma să fie explicată susținând că persoanele respective au părăsit fraudulos țara, fugind în statele vecine.

## Persoane implicate
Ordinul a venit din partea Elenei Ceaușescu, care era tot timpul în contact direct cu soțul ei aflat în vizită oficială în Iran. Din conducerea superioară de partid și de stat au mai contribuit Tudor Postelnicu și Emil Bobu.
Conducătorii operațiunii: 
- General-locotenent Constantin Nuță, adjunct al ministrului de interne, șef al Inspectoratului General al Miliției (IGM) (1978-1989), care cunoștea tot planul și avea și sarcina aplicării lui,
- gen. Velicu Mihalea, adjunct al șefului IGM,
- gen. Emil Macri, șef al Direcției contrainformații economice din Departamentul Securității Statului (DSS).

Alți ofițerii superiori de Securitate și Miliție implicați erau:
- Filip Teodorescu, locțiitor al șefului Direcției contraspionaj din DSS,
- Traian Sima, șef al Securității Timiș,
- Nicolae Ghircoiaș, director al Institutului de Criminalistică al IGM, cu sediul la București,
- Ion Deheleanu, șef al Miliției județene Timiș,
- locotenent-colonel Ion Corpodeanu, locțiitor al șefului Miliției Județene Timiș,
- Ion Baciu, șef al Direcției Economice din IGM,
- col. Petre Moraru[1], locțiitor al șefului IGM,
- col. Tudor Stănică (a fost de față la emiterea ordinelor, dar nu a participat personal în acțiune),
- Un rol important a avut și medicul chirurg, general de Securitate Mircea Octavian Ignat, care lucra la SJT.

Din dispoziția procurorului general al RSR Nicolae Popovici, au fost trimiși la Timișoara adjunctul procurorului general Gheorghe Diaconescu. (A mai fost detașat și procurorul Ovidius Păun, dar el nu a mai ajuns în oraș.)
Din partea Direcției Sanitare județene a fost implicată dr. Rodica Novac.
Pentru ridicarea cadavrelor și încărcarea lor în autovehicul, Ion Corpodeanu i-a desemnat pe ofițerii și subofițerii de miliție: mr. Gheorghe Avram, mr. Iosif Veverca, cpt. Laurențiu Preda, cpt. Tiberiu Grui, cpt. Eugen Mișea și lt. major Eugen Peptan.
Colonelul Nicolae Ghircoiaș avea sarcina să coordoneze activitatea de selectare a cadavrelor în morga spitalului județean din Timișoara, întrucât el vizitase spitalul și mai înainte și avea informații despre cauzele morții. Scopul era selectarea cadavrelor celor care au participat la acțiunile de protest de cele ale bolnavilor care au murit din cauze patologice. După îmbarcarea celor 43 de cadavre, așezate în saci de plastic, în mașina autofrigorifică, colonelul Ghircoiaș a organizat și desăvârșit și furtul și distrugerea evidențelor compromițătoare ale spitalului.
Conform planului, cadrele Miliției din Timișoara implicate in acțiune nu trebuiau să cunoască ordinul că morții transportați la București vor fi incinerați.
Unul dintre participanții la acțiunea Vama, maiorul de miliție Dumitru Sorescu, a fost înaintat după Revoluție la gradul de general și numit chestorul șef al Poliției române.

## Operațiunea „Trandafirul”
În seara zilei de 17 decembrie, col. Corpodeanu a fost chemat de gen. Nuță, care i-a ordonat să se ocupe de transportul unor cadavre împușcate de la morga Spitalului Județean Timiș, devenită neîncăpătoare, la Institutul Medico-Legal (IML) din București. La ora aceea erau 56 de cadavre în morgă și, deși alimentarea cu curent electric nu era întreruptă, se afirma că nu funcționează camerele frigorifice.
Col. Deheleanu, șeful lui Corpodeanu, a ordonat formarea unei echipe de la secția judiciară a Miliției județene, de supravegherea îndeplinirii ordinului urmând să se ocupe col. Ghircoiaș.

### Cronologia evenimenelor din zilele de 18-19 decembrie în Timișoara
Ora 8:00: procurorul-șef adjunct Gheorghe Diaconescu era prezent la Direcția Sanitară, la dr. Rodica Novac, împreună cu col. Ghircoiaș.
Ora 9:00: În zona spitalului și în curtea acestuia a fost desfășurat un întreg dispozitiv de apărare format din securiști și milițieni sub comanda mr. Veverca și mr. Dragoș. În același timp, s-a interzis orice vizită în spital, fiind permisă numai intrarea personalului medico-sanitar pe bază de legitimație.
Ora 10:00: au sosit și generalii Nuță și Mihalea.
În urma vizitei la spital, procurorul general adjunct Gh. Diaconescu cere col. Ghircoiaș să trimită la SJT echipa pentru operațiunea de verificare a celor decedați.
Ora 14:00: autopsierul Traian Bodonea aduce la morgă saci de nailon.
Ora 17:00: procurorul Diaconescu se prezintă la Direcția Sanitară.
Ora 18:00: doctorul Ovidiu Sorin Golea- vărul lui Sima Traian, directorul Spitalului Județean, este vizitat de col. Sima Traian și col. Ghircoiaș.
Ora 19:00: Gen. Nuță vorbește la telefon cu col. Petre Moraru și cu col. Ion Baciu (care se aflau la București), și le ordonă să ia măsurile necesare pentru paza unui transport de la Timișoara la București. În termeni codificați, era vorba de „primirea unui camion de la Timișoara cu diferite colete sosite din străinătate ca ajutoare, și care trebuie distruse la București, la Vama Antrepozite”. Col. Ion Baciu se deplasează, tot din ordinul gen. Nuță, la procurorul general Nicolae Popovici, care îl aștepta, și l-a primit imediat, spunându-i că l-a sunat gen. Nuță și i-a cerut să-l sprijine în distrugerea unor colete ce urmau a fi trimise de la Timișoara.
Ora 19:00: dr. Golea a ridicat cheia de la morgă. Pe geamurile saloanelor sau camerelor spitalului cu orientare spre intrarea morgii au fost așezate pături, pentru a bloca vizibilitatea din interior.
Ora 23:00: la cererea col. Ghircoiaș și col. Corpodeanu, dr. Golea deschide morga. Cinci ofițeri de miliție conduși de col. Ghircoiaș, medicii legiști (prof. dr. Traian Crișan și conf. dr. Milan Dressler) și procurorii civili încep identificarea și selectarea cadavrelor. Cele selectate sunt introduse în saci de plastic.
Ora 23:30: Începând cu această oră circulația bolnavilor prin spital era totalmente interzisă.
Dorel Cioacă, șofer pe autoizoterma 21-TM-2701, angajat al Complexului de Creștere și Îngrășare a Porcilor COMTIM, este convocat din dispoziția inginerului Dan Rotariu, la sediul Miliției județene, unde căpitanul Valentin Ciucă - ofiter de Securitate îl invită în birou, și îi spune că poate să doarmă până la noi ordine.
Ora 0:45: În jurul acestei ore, din ordinul lt. col. Corpodeanu, au fost îndepărtate din fața intrării și din curtea spitalului trupele, astfel autoizoterma (la volanul căreia era cpt. Valentin Ciucă) a putut intra până la ușa morgii. A mai sosit și o Dacia 1310 albă (nr. 1-TM-236, condusă de șoferul șefului Miliției Județene, plut. adj. Alexandru Kocic), în care erau doi milițieni de la Inspectoratul Județean Timiș.
Ora 1:00: luminile din curtea spitalului au fost stinse, pentru ca bolnavii din spital să nu poată observa acțiunea.
Ora 1:30: cei șase ofițeri desemnați de Corpodeanu - Iosif Veverca, Gheorghe Avram, Eugen Mișea, Laurențiu Preda, Tiberiu Grui și Eugen Peptan - au început încărcarea în autoizotermă a cadavrelor (denumite în continuare „colete”) indicate de Ghircoiaș.
Ora 4:15: A luat sfârșit operațiunea de îmbarcare a cadavrelor în autoizotermă, care părăsește curtea spitalului, însoțită de autoturismul Dacia amintit mai sus. Luminile din curtea spitalului au fost aprinse din nou, iar trupele ce asigurau dispozitivul de apărare și-au reluat pozițiile inițiale.
De la Spitalul Județean Timiș sunt ridicate registrele de consultații, de internări, procesele-verbale de constatare a decesului și fișele de mișcare ale bolnavilor, împachetate în două colete și predate col. Ghircoiaș. Ulterior, unele registre au fost înapoiate, din ele lipsind însă anumite file.
Ora 5:20: șoferul Dorel Cioacă, care dormea în biroul căpitanului Ciucă - ofițer de Securitate, este trezit.
Ora 5:45: autoizoterma pornește spre București pe ruta Sibiu - Râmnicu Vâlcea – Pitești, fiind escortată de Dacia albă.
Cele două autovehicule au fost așteptate la km 36 de pe autostrada București-Pitești de o echipă de ofițeri condusă de Ion Baciu. Din momentul preluării transportului, operațiunea primea indicativul „Acțiunea Vama”.

## Acțiunea „Vama”
Conform ordinului gen. Nuță, autoizoterma cu „colete” a fost preluată pe 19 decembrie, la km 36, de o echipă condusă de col. Baciu și formată din lt.-col. Petre Marin, mr. Dumitru Sorescu, Teodor Bagu, Marin Șerban și subofițerii Valerică Gorgarea și Florin Stanciu. Această echipă a schimbat-o pe cea veche, din Timișoara, subofițerul Florin Stanciu preluând conducerea autoizotermei. Cei de la Timișoara și-au continuat drumul cu Dacia albă, și au fost cazați la hotelurile Astoria și Cerna, unde căpitanul Dan Fediuc le-a rezervat câte o cameră cu două paturi. Înainte de plecarea de la km 36, numerele de înmatriculare, atât al Daciei albă cât și al autoizotermei, au fost înlocuite cu număre de înmatriculare de București, primite de la Direcția Circulație (al cărei șef nu a fost inițiat în acțiune). 
În jurul orei 17 autoizoterma și echipa de însoțitori din București au ajuns la crematoriul „Cenușa” din București, unde au fost primite de Gheorghe Ganciu, director al Administrației Cimitirelor din București (cu sediul la Cimitirul Belu), colonel de Securitate în rezervă, fost subordonat al gen. Macri, și de administratorul Crematoriului Cenușa, Iosef Emilian Zamfir, care era de asemenea ofițer de Securitate trecut în rezervă.
Ei au întrerupt alte operații de incinerare care erau în curs, și au început incinerarea cadavrelor sosite de la Timișoara. Pentru reușita acțiunii, celor 5 fochiști le-a fost dat câte un plic cu 2000 de lei, și aceștia au început lucrul imediat, fără obiecțiuni. Col. Moraru a trimis 6 ofițeri pentru asigurarea pazei.
În jurul orei 18:00 fost începută descărcarea cadavrelor, incinerarea începând aproape imediat și continuând toată noaptea. Ultimul cadavru a fost descărcat pe 20 decembrie în jurul orei 4:00, și atunci autoizoterma a părăsit crematoriul. Incinerarea a fost finalizată în jurul orei 8:30.
În jurul orei 10:00 col. Baciu a raportat col. Moraru încheierea acțiunii, care l-a trimis la crematoriu pe șoferul Nuțu Dorel Marian cu o autodubă, în care au fost încărcate cele 4 tomberoane cu cenușă și transportate pe raza localității Popești-Leordeni, Ilfov, unde conținutul lor a fost deversat într-o gură de canal.
După Revoluție, col. Baciu, lt.col. Petre Marin și mr. Dumitru Sorescu au făcut câte un raport despre acțiunea desfășurată de ei, și aceste rapoarte au fost prezentate în seara zilei de 24 decembrie inginerului Marian Gostin, reprezentantul CFSN, care se afla la IGM, apoi predate ministrului apărării naționale, gen. Nicolae Militaru.

## Numele morților
În momentul operațiunii, la morga SJT se aflau 56 de cadavre, din care au fost sustrase 43. Din acestea 8 erau neidentificate, dar după Revoluție s-a reușit stabilirea identității a 4 dintre ele.
Lista morților:
1. Andrei Maria (muncitoare UMT, împușcată în SJT)
2. Apró Mihai (lăcătuș auto)
3. Balogh Pavel
4. Balmus Vasile
5. Bărbat Lepa
6. Banciu Leontina (muncitoare la AEM)
7. Belehuz Ioan
8. Belici Radian
9. Caceu (Kacsó?) Margareta (muncitoare la Institutul Politehnic)[11]
10. Choroși (Kőrösi?) Alexandru
11. Cruceru Gheorghe
12. Carpin Dănuț
13. Csizmarik Ladislau
14. Ciobanu Constantin
15. Wittman Petru
16. Nagy Eugen
17. Ferkel Șuteu Alexandru
18. Florian Antoniu Tiberiu
19. Gîrjoabă Dumitru Constantin (electrician, împușcat în SJT)[12]
20. Hațegan Petru
21. Iosub Constantin
22. Iotcovici Gheorghe Nuțu
23. Ewinger Slobodanca
24. Ianoș Paris
25. Luca Rodica (muncitoare la Coop. „Încălțămintea”)
26. Lăcătuș Nicolae
27. Munteanu Nicolae Ovidiu
28. Miron Ioan (pensionar CFR, împușcat în SJT)
29. Motohon Silviu
30. Mardare Adrian
31. Otelita Aurel
32. Opre Gogu
33. Osman Dumitru
34. Radu Constantin
35. Sporer Rudolf Herman
36. Stanciu Ioan
37. Sava Angela Elena
38. Zăbulică Constantin
39. Zornek Otto
40. cadavru neidentificat
41. cadavru neidentificat
42. cadavru neidentificat
43. cadavru neidentificat

## Declarații ale martorilor
Acestea sunt declaratiile martorilor, transcrise manual (fara OCR) din fotografiile publice ale paginilor de dosar penal. Din cauza ca fotografiile prezinta pagini dactilografiate si indosariate in urma cu 28 ani, anumite pasaje de text pot fi ilizibile sau ortografia ar putea să conțină greșeli.

#### Gheorghe Zîmbroianu
Declaratie de martor, dosar 12/P/1990, 13 ian 1990
„Incepand cu anul 1980 imi desfasor activitatea la cimitirul Mil Ghencea in calitate de muncitor necalificat.
In ziua de 19 dec. 1989 am fost anuntat de catre conducerea cimitirului sa ma prezint la Administratia cimitirului Belu intrucat am fost chemat de Ganciu Gheorghe, adjunctul sefului sectiei cimitire, deoarece trebuie sa ajut la o mormantare simandicoasa.
M-am prezentat la cimitirul Belu unde am luat legatura cu Ganciu Gheorghe care mi-a spus sa ma inapoiez la cimitirul Ghencea pentru a-mi continua activitatea, urmand ca la orele […] sa ma prezint la crematorul uman.
Potrivit discutiilor avute cu Ganciu Gheorghe, la orele […] m-am prezentat la crematorul uman unde am asteptat pana a venit Ganciu Gheorghe (orele 17,30) care era intr-o masina Dacia, culoare gri. La crematorul uman in afara de cei trei muncitori care sint incadrati la aceasta unitate a mai fost adus un muncitor de la cimitirul Izvorul Nou, pe nume Iordan Gheorghe.
La orele 17,45 a sosit un TIR frigorific insotit de 2 masini dintre care una Dacia si una Oltcit. Masina frigorifica a fost garata cu spatele catre usa de la intrarea lateral stinga a crematoriului.
Am fost chemati in biroul lui Iosif Emilian unde Ganciu Gheorghe impreuna cu un individ care s-a prezentat drept medic legist la IML, ne-a dat ordin sa descarcam cadavrele din masina si sa le introducem in cele doua cuptoare in vederea incinerarii.
Incinerarea a inceput la orele 18,00.
Inainte de a trece efectiv la aceasta operatiune, pretinsul medic legist ne-a inminat cite un angajament pentru a-l semna fara sa-l cimit, spunandu-ne ca operatiunea este secret de stat si sa nu divulgam nimanui ca altfel vom fi impuscati si vom fi asezati alaturi de cei morti. Dupa semnarea angajamentului fiecaruia dintre muncitori i-a fost inmanat cite un plic continand suma de 2.000 lei fiecare, spunandu-ni-se ca banii sunt de la stat, iar munca se plateste.
Stiu ca in noaptea de 19/20 dec. 1989 in cele doua cuptoare ale crematoriului au fost incinerate un numar de 40 cadavre, operatiunea luand sfarsit in ziua de 20 dec. 1989 orele 10,00 cand intr-unul dintre cuptoare a fost introdus ultimul cadavru.
Mentionez ca operatiunea de incinerare a fost supravegheata indeaproape de pretinsul medic legist care statea in spatele nostru si asista la introducerea fiecarui cadavru in cuptor urmarind arderea completa.
Precizez ca am vazut felul in care aratau cadavrele in sensul ca prezentau rupturi ale mainilor si picioarelor, capete sparte, urme de injunghiei in zona abdominala, etc. Din cele 40 cadavre ponderea o detineau cele apartinand unor tineri, barbati si femei. Din cite cunosc din totalul cadavrelor incinerate 5 apartineau unor femei.
Dupa terminarea incinerarii cenusa rezultata a fost incarcata intr-un numar de 4 cazane aduse de la cimitirul Belu din dispozitia lui Ganciu Gheorghe. Mentionez ca, cele 4 cazane au fost transportate intr-un loc necunoscut cu o dubita de culoare galbena.
Precizez ca la operatiunea de incinerare a fost prezent si Iosif Emilian, seful crematoriului, care asista la incinerarea fiecarui cadavru impreuna cu pretinsul medic legist.”

## Reflectarea în cinematografie
În filmul 15 de Sergiu Nicolaescu se pomenește despre această operațiune, personajul principal al filmului fiind confundat cu un mort al revoluției și pus în camionul cu cadavre care urmau să fie incinerate. Filmul este operă de ficțiune, neexistând vreo dovadă că a existat cu adevărat cineva viu pus în camionul cu morții destinați incinerării.